# La Grava (Alts Alps)
La Grava (en francès La Grave) és un municipi francès situat al departament dels Alts Alps i a la regió de Provença – Alps – Costa Blava.

## Demografia
| 1831                                       | 1962 | 1968 | 1975 | 1982 | 1990 | 1999 | 2006 | 2015 |
| ------------------------------------------ | ---- | ---- | ---- | ---- | ---- | ---- | ---- | ---- |
| 1886                                       | 551  | 562  | 513  | 453  | 455  | 511  | 487  | 487  |
| Des de 1962: població sense dobles comptes |      |      |      |      |      |      |      |      |

## Administració
| Període   | Identitat          | Partit        |
| --------- | ------------------ | ------------- |
| 1996-2008 | Jean-Paul Durand   | Divers droite |
| 2008-2020 | Jean-Pierre Sevrez | Divers gauche |
| 2020-     | Jean-Pierre Pic    | Divers gauche |